# Казандрино
Казандрино (итал. Casandrino) — город в Италии, располагается в регионе Кампания, в провинции Неаполь.
Население составляет 13 574 человека (на 2004 г.), плотность населения составляет 4415 чел./км². Занимает площадь 3 км². Почтовый индекс — 80025. Телефонный код — 081.
В городе 15 августа особо празднуется Успение Пресвятой Богородицы.